# Момбаркаро
Момбаркаро (італ. Mombarcaro, п'єм. Mombarché) — муніципалітет в Італії, у регіоні П'ємонт,  провінція Кунео.
Момбаркаро розташоване на відстані близько 460 км на північний захід від Рима, 75 км на південний схід від Турина, 45 км на схід від Кунео.
Населення — 271 особа (2014).

## Демографія
Населення за роками:

Станом на 1 січня 2023 року в муніципалітеті офіційно проживало 39 іноземців з 11 країн, серед них 26 громадян країн Євросоюзу.

## Сусідні муніципалітети
- Камерана
- Горценьйо
- Монезільйо
- Мураццано
- Нієлла-Бельбо
- Парольдо
- Прунетто
- Сале-Сан-Джованні
- Сан-Бенедетто-Бельбо